# Trent Bryde
Trent Bryde (* 24. August 1999 in Atlanta, Georgia) ist ein US-amerikanischer Tennisspieler.

## Karriere
Bryde spielte bis 2017 auf der ITF Junior Tour. Dort konnte er mit Rang 8 seine höchste Notierung in der Jugend-Rangliste erreichen. Bei einem Grand-Slam-Turnier kam er im Einzel nie über die zweite Runde hinaus; im Doppel stand er 2017 bei den Australian Open im Viertelfinale und im selben Jahr bei den US Open im Halbfinale. Er nahm als einer der besten acht Junioren an den ITF Junior Masters teil, wo er letzter wurde. Er gewann außerdem Turniere der zweithöchsten Kategorie, etwa 2017 das Porto Alegre Junior Championships im Einzel und 2016 das J1 Casablanca im Doppel.
Von 2018 bis 2022 studierte Bryde an der University of Georgia, wo er auch College Tennis spielte. Während des Studiums spielte er Profiturniere und profitierte dabei häufig von Wildcards, die ihm bei lokalen Turnieren vergeben wurden. Von 2015 bis 2019 konnte er in Atlanta in der Qualifikation starten, kam dort aber nie in die Qualifikationsrunde. In Tallahassee qualifizierte er sich erstmals für ein Turnier der ATP Challenger Tour. Durch einige Siege sonst auf der ITF Future Tour stieg Bryde im Jahr 2018 jeweils auf sein Karrierehoch. Im Doppel gewann er 2018 und 2019 zudem jeweils einen Titel. Im Juli 2021 wurde ihm erneut eine Wildcard in Atlanta zuerkannt, diesmal durfte er aber direkt im Hauptfeld starten, womit er sein Debüt auf der ATP Tour gab. In der ersten Runde verlor er dort seinem Landsmann Brandon Nakashima in drei Sätzen.